# José María Higareda
José María Higareda (* 16. Juni 1968 in Guadalajara, Jalisco), auch bekannt unter dem Spitznamen El Chema, ist ein ehemaliger mexikanischer Fußballspieler auf der Position des Verteidigers. 

## Leben

### Verein
„El Chema“ Higareda begann seine Profikarriere in der Saison 1989/90 bei seinem Heimatverein Universidad de Guadalajara, bei dem er bis zu dessen Rückzug aus der ersten Liga am Ende der Saison 1993/94 unter Vertrag stand. 
Er wechselte zum Club Necaxa, für den er gleich in seiner ersten Saison 1994/95 sechs Tore erzielte (davon allein vier zwischen dem ersten und zehnten Spieltag); so viele wie in keiner anderen Spielzeit. Bei den Necaxistas hatte er auch seine erfolgreichste Zeit und gewann bis zu seinem Wechsel zum Puebla FC im Winter 2000/01 insgesamt drei Meistertitel. In der zweiten Hälfte des Jahres 2002 stand Higareda offiziell im Kader des San Luis FC, für den er jedoch kein einziges Spiel absolvierte. Anfang 2003 kehrte er zu Necaxa zurück und beendete dort seine aktive Laufbahn im Frühjahr 2005. 

### Nationalmannschaft
Seine Länderspielkarriere in Diensten der mexikanischen Nationalmannschaft verlief in zwei Etappen: zunächst bestritt er vier Spiele zwischen dem 11. Oktober 1995 (2:1 gegen Saudi-Arabien) und dem 6. Dezember 1995 (1:2 gegen Slowenien). Seine weiteren fünf Länderspieleinsätze absolvierte Higareda zwischen dem 13. Februar 2000 (4:0 gegen Trinidad und Tobago) und dem 20. September 2000 (2:0 gegen Ecuador).

## Erfolge
- Mexikanischer Meister: 1994/95, 1995/96 und Invierno 1998